# Liste des chaînes de télévision en Suède

Parts de marché en 2011.

La liste des chaînes de télévision en Suède référence les différentes chaînes de télévision diffusées en Suède. 

## Chaînes nationales du service public
En Suède, le service public audiovisuel est assuré par la société Sveriges Television, financée par une redevance. Sveriges Television, ou SVT, possède deux chaînes généralistes : SVT1, fondée en 1956, et SVT2, lancée en 1969. Les deux chaînes partagent la plupart du temps leur canal avec la chaîne éducative UR. 
SVT possède 10 antennes d'information régionales.
- SVT1 (généraliste) (TNT)
- SVT2 (généraliste) (TNT)
- SVT24 (information en continu et sport) (TNT)
- SVT1 HD (programmes en haute définition)
- SVT2 HD (programmes en haute définition)
- SVT Extra
- SVT World (international)
- SVTB (programmes jeunesse) (TNT)
- Kunskapskanalen (éducative) (TNT)

## Chaînes nationales privées

### Groupe TV4
Le groupe TV4, fondé en 1984, est détenu depuis 2007 par Bonnier.
- TV4 (généraliste) (TNT)
- TV4 Plus (généraliste) (TNT)
- TV4 Film (cinéma) (TNT)
- TV11 (divertissement, anciennement TV400) (TNT)
- TV4 Fakta (documentaires) (TNT)
- TV4 Sport (sports), appartenant également à Expressen. (TNT)
- TV4 Guld (programmation vintage)
- TV4 Komedi (sitcoms)
- TV4 Science fiction (science-fiction)
- TV4 HD
- Canal+ Sport 1 Suède (sports) (TNT)

TV4 possède 16 antennes d'information régionales.

### Viasat
Viasat est détenu par le groupe Modern Times Group (MTG).
- TV3 (généraliste) (TNT)
- TV6 (divertissement) (TNT)
- TV8 (information) (TNT)
- TV10 (sport) (TNT)
- ZTV (musique) (TNT)
- Viasat Sport (TNT)
- Viasat Fotboll (sport, soccer)
- Viasat Hockey (sport, hockey)

### SBS Broadcasting
SBS Broadcasting Group est détenu par le groupe allemand ProSiebenSat.1 Media.
- Kanal 5 (divertissement) (TNT)
- Kanal 9 (divertissement) (TNT)

## Chaînes scandinaves

### Groupe TV4
- Canal+ First (cinéma) (TNT)
- Canal+ Hits (TNT)
- Canal+ Action
- Canal+ Drama
- Canal+ Comedy
- Canal+ Film HD
- Canal+ Sport 2 (sports) (TNT)
- Canal+ Sport Extra
- Canal+ Sport HD
- Canal 69